# Irina Nazarova
Irina Nazarova (Korolëv, 31 luglio 1957) è un'ex velocista sovietica.
Specialista dei 400 metri, vinse la medaglia d'oro nella Staffetta 4×400 metri alle Olimpiadi di Mosca nel 1980, classificandosi quarta nei 400 metri piani; con la staffetta fu anche seconda ai mondiali di Canberra nel 1985 e di Montreal nel 1979.
È figlia della discobola Elizaveta Bagrjanceva, vincitrice dell'argento olimpico a Helsinki nel 1952.

## Altre competizioni internazionali
1985
- Coppa Europa di atletica leggera ( Mosca)[1]